# Медведева, Ирина Романовна
Ирина Романовна Медведева — советский хозяйственный деятель, Герой Социалистического Труда.

## Биография
Родилась в 1911 году в селе Максимово. Член КПСС.
В 1932—1941 годах — рабочая прокатного цеха завода имени Фрунзе в Константиновке Сталинской области Украинской ССР.
Пережила немецко-фашистскую оккупацию, пешком вернувшись с детьми в родное село.
В 1944—1970 — участница восстановления сельского хозяйства в Солнцевском районе Курской области, свинарка, работница животноводческой фермы, доярка колхоза «Большевик» Солнцевского района Курской области.
Указом Президиума Верховного Совета СССР от 22 марта 1966 года присвоено звание Героя Социалистического Труда с вручением ордена Ленина и золотой медали «Серп и Молот».
Делегат XXII съезда КПСС.
Умерла в 1985 году в селе Дорохо-Доренское.

## Награды и звания
- Герой Социалистического Труда (22.03.1966)
- Орден Ленина (22.03.1966)
- Орден Знак Почёта (07.12.1957)